# Lars Borberg
Lars Borberg (11. december 1946) er dansk journalist og forfatter. I de seneste mange år har Borberg arbejdet på kulturredaktionen på Nordjyske Stiftstidende, ikke mindst som filmanmelder og kulturreporter. Desuden har han skrevet to børnebøger om Det røde øre og en om bamser, "Den store indflugt".
Lars Borberg har også skrevet for teatret. Udover "Forsvindingsnumre", produceret af Jomfru Ane Teatret i 1988 med støtte og inspiration fra Amnesty International, har han lavet manuskript til vikingespillene på Lindholm høje, Bytrilleren – en teaterføljeton – for Det Hem'lige Teater, Det Syngende Hjul for arbejderbevægelsen i 125 års jubilæumsåret (Nordkraft i Aalborg) mm.
Bøger: "Det røde øre slår til igen", ill. af Jesper Deleuran – Munksgaard 1985, vinder af børnebogskonkurrence. "Det røde øre går i luften" 1988. "Bamsernes store indflugt" Modtryk 2002, ill. af Sofie Borberg. "Jomfrurejse" 2007 – Jomfru Ane Teatret i 40 år, tilr. af Allan Hartmann Johansen.
Fra 2001 til 2006 var han medlem af Cavlingpris-komitéen, udpeget af Dansk Journalistforbund.